# NBA All-Star Weekend 1994
L'NBA All-Star Weekend 1994, svoltosi a Minneapolis, vide la vittoria finale della Eastern Conference sulla Western Conference per 127 a 118.
Scottie Pippen, dei Chicago Bulls, fu nominato MVP della partita. Isaiah Rider, dei Minnesota Timberwolves, si aggiudicò l'NBA Slam Dunk Contest. Mark Price, dei Cleveland Cavaliers vinse per la seconda volta consecutiva l'NBA Three-point Shootout.
In questa edizione si svolse per la prima volta l'NBA Rookie Challenge, vinto dalla squadra denominata Sensations sui Phenoms per 74 a 68. MVP della partita fu Anfernee Hardaway degli Orlando Magic.

## Sabato

### NBA Rookie Challenge

#### Phenoms
| Phenoms           |                        |     |     |     |     |     |     |     |    |
| Giocatore         | Squadra                | MIN | FGM | FGA | FTM | FTA | RIM | AST | PT |
| Chris Webber      | Golden State Warriors  | 22  | 9   | 13  | 0   | 2   | 10  | 1   | 18 |
| Isaiah Rider      | Minnesota Timberwolves | 21  | 4   | 11  | 0   | 0   | 8   | 3   | 8  |
| Antonio Davis     | Indiana Pacers         | 20  | 3   | 5   | 1   | 2   | 5   | 1   | 7  |
| Lindsey Hunter    | Detroit Pistons        | 20  | 5   | 13  | 0   | 0   | 3   | 5   | 11 |
| Toni Kukoč        | Chicago Bulls          | 20  | 6   | 8   | 0   | 0   | 2   | 3   | 14 |
| Sam Cassell       | Houston Rockets        | 19  | 3   | 9   | 0   | 0   | 1   | 5   | 7  |
| Bryon Russell     | Utah Jazz              | 15  | 3   | 7   | 1   | 2   | 3   | 0   | 7  |
| Dino Rađa         | Boston Celtics         | 13  | 1   | 5   | 0   | 0   | 5   | 1   | 2  |
| Totale            |                        | 150 | 34  | 71  | 2   | 6   | 37  | 19  | 74 |
| All. Doug Collins |                        |     |     |     |     |     |     |     |    |

MIN: minuti. FGM: tiri dal campo riusciti. FGA: tiri dal campo tentati. FTM: tiri liberi riusciti. FTA: tiri liberi tentati. RIM: rimbalzi. AST: assist. PT: punti

#### Sensations
| Sensations        |                     |     |     |     |     |     |     |     |    |
| Giocatore         | Squadra             | MIN | FGM | FGA | FTM | FTA | RIM | AST | PT |
| Anfernee Hardaway | Orlando Magic       | 22  | 8   | 9   | 4   | 6   | 1   | 3   | 22 |
| Shawn Bradley     | Philadelphia 76ers  | 20  | 4   | 9   | 0   | 0   | 2   | 0   | 8  |
| Nick Van Exel     | Los Angeles Lakers  | 20  | 0   | 8   | 0   | 0   | 2   | 6   | 0  |
| Popeye Jones      | Dallas Mavericks    | 19  | 1   | 1   | 2   | 2   | 7   | 5   | 4  |
| Chris Mills       | Cleveland Cavaliers | 19  | 4   | 10  | 0   | 3   | 5   | 0   | 12 |
| Calbert Cheaney   | Washington Bullets  | 18  | 4   | 6   | 2   | 2   | 3   | 2   | 10 |
| Jamal Mashburn    | Dallas Mavericks    | 17  | 4   | 6   | 0   | 0   | 3   | 2   | 8  |
| P.J. Brown        | New Jersey Nets     | 15  | 2   | 6   | 0   | 0   | 2   | 1   | 4  |
| Totale            |                     | 150 | 27  | 55  | 10  | 11  | 25  | 19  | 68 |
| All. K.C. Jones   |                     |     |     |     |     |     |     |     |    |

MIN: minuti. FGM: tiri dal campo riusciti. FGA: tiri dal campo tentati. FTM: tiri liberi riusciti. FTA: tiri liberi tentati. RIM: rimbalzi. AST: assist. PT: punti

### Slam Dunk Contest
| Giocatore                 | Primo turno | Finale     |
| ------------------------- | ----------- | ---------- |
| Isaiah Rider (Minnesota)  | 46,8        | 49,0, 47,0 |
| Robert Pack (Denver)      | 42,0        | 43,8, 25,0 |
| Shawn Kemp (Seattle)      | 46,6        | 25,0, 25,0 |
| Allan Houston (Detroit)   | 41,5        |            |
| Antonio Davis (Indiana)   | 40,0        |            |
| James Robinson (Portland) | 39,0        |            |

### Three-point Shootout
- Dale Ellis, San Antonio Spurs
- Steve Kerr, Chicago Bulls
- Mark Price, Cleveland Cavaliers
- Dana Barros, Seattle SuperSonics

- Eric Murdock, Milwaukee Bucks
- Dell Curry, Charlotte Hornets
- B.J. Armstrong, Chicago Bulls
- Mitch Richmond, Sacramento Kings

in grassetto è indicato il vincitore

## Domenica

### All-Star Game - Squadre

#### Western Conference
| Western Conference |                        |             |             |             |             |             |             |             |             |
| Giocatore          | Squadra                | MIN         | FGM         | FGA         | FTM         | FTA         | RIM         | AST         | PT          |
| Karl Malone        | Utah Jazz              | 21          | 3           | 9           | 0           | 0           | 7           | 2           | 6           |
| Shawn Kemp         | Seattle SuperSonics    | 22          | 3           | 11          | 0           | 0           | 12          | 4           | 6           |
| Hakeem Olajuwon    | Houston Rockets        | 30          | 8           | 15          | 3           | 6           | 11          | 2           | 19          |
| Mitch Richmond     | Sacramento Kings       | 24          | 5           | 16          | 0           | 0           | 2           | 3           | 10          |
| Clyde Drexler      | Portland Trail Blazers | 15          | 3           | 7           | 0           | 0           | 3           | 1           | 6           |
| John Stockton      | Utah Jazz              | 26          | 6           | 10          | 0           | 0           | 5           | 10          | 13          |
| David Robinson     | San Antonio Spurs      | 21          | 6           | 13          | 7           | 10          | 5           | 0           | 19          |
| Kevin Johnson      | Phoenix Suns           | 14          | 3           | 6           | 0           | 1           | 1           | 2           | 6           |
| Clifford Robinson  | Portland Trail Blazers | 18          | 5           | 8           | 0           | 0           | 2           | 5           | 10          |
| Danny Manning      | Los Angeles Clippers   | 17          | 4           | 7           | 0           | 0           | 4           | 2           | 8           |
| Gary Payton        | Seattle SuperSonics    | 17          | 3           | 4           | 0           | 0           | 6           | 9           | 6           |
| Latrell Sprewell   | Golden State Warriors  | 15          | 3           | 8           | 3           | 7           | 7           | 1           | 9           |
| Charles Barkley    | Phoenix Suns           | infortunato | infortunato | infortunato | infortunato | infortunato | infortunato | infortunato | infortunato |
| Totale             |                        | 240         | 52          | 114         | 13          | 24          | 65          | 41          | 118         |
| All. George Karl   | Seattle SuperSonics    |             |             |             |             |             |             |             |             |

MIN: minuti. FGM: tiri dal campo riusciti. FGA: tiri dal campo tentati. FTM: tiri liberi riusciti. FTA: tiri liberi tentati. RIM: rimbalzi. AST: assist. PT: punti

#### Eastern Conference
| Eastern Conference |                     |             |             |             |             |             |             |             |             |
| Giocatore          | Squadra             | MIN         | FGM         | FGA         | FTM         | FTA         | RIM         | AST         | PT          |
| Scottie Pippen     | Chicago Bulls       | 31          | 9           | 15          | 6           | 10          | 11          | 2           | 29          |
| Derrick Coleman    | New Jersey Nets     | 18          | 1           | 6           | 0           | 0           | 3           | 1           | 2           |
| Shaquille O'Neal   | Orlando Magic       | 26          | 2           | 12          | 4           | 11          | 10          | 0           | 8           |
| Kenny Anderson     | New Jersey Nets     | 16          | 3           | 10          | 0           | 0           | 4           | 3           | 6           |
| B.J. Armstrong     | Chicago Bulls       | 22          | 5           | 9           | 0           | 0           | 1           | 4           | 11          |
| John Starks        | New York Knicks     | 20          | 4           | 9           | 0           | 0           | 3           | 3           | 9           |
| Mark Price         | Cleveland Cavaliers | 22          | 8           | 10          | 2           | 2           | 2           | 5           | 20          |
| Patrick Ewing      | New York Knicks     | 24          | 7           | 15          | 6           | 7           | 8           | 1           | 20          |
| Charles Oakley     | New York Knicks     | 11          | 1           | 3           | 0           | 0           | 3           | 3           | 2           |
| Dominique Wilkins  | Atlanta Hawks       | 17          | 4           | 9           | 3           | 6           | 2           | 4           | 11          |
| Mookie Blaylock    | Atlanta Hawks       | 16          | 2           | 5           | 0           | 0           | 1           | 2           | 5           |
| Horace Grant       | Chicago Bulls       | 17          | 2           | 8           | 0           | 0           | 8           | 2           | 4           |
| Alonzo Mourning    | Charlotte Hornets   | infortunato | infortunato | infortunato | infortunato | infortunato | infortunato | infortunato | infortunato |
| Totale             |                     | 240         | 48          | 111         | 21          | 36          | 56          | 30          | 127         |
| All. Lenny Wilkens | Atlanta Hawks       |             |             |             |             |             |             |             |             |

MIN: minuti. FGM: tiri dal campo riusciti. FGA: tiri dal campo tentati. FTM: tiri liberi riusciti. FTA: tiri liberi tentati. RIM: rimbalzi. AST: assist. PT: punti